# Paule Marrot
Pour les articles homonymes, voir Marrot.
Paule Marrot, née le 17 avril 1902 à Bordeaux et morte le 22 décembre 1987 à Paris, est une artiste peintre française.

## Biographie
Paule Marrot, L’Art du bonheur.
« Son art est un langage. Comme d’autres avec des mots, Paule Marrot avec des feuilles et des fleurs, décrit cette chose si simple et si difficile à exprimer qui s’appelle le bonheur. » André Arbus (architecte, décorateur et sculpteur français du XXe siècle).
Oser le bonheur est une forme d’audace. Voici le message que nous transmet Paule Marrot à travers ses créations d’étoffes imprimées de motifs empreints de poésie, de fantaisie, de plaisir de vivre.
On remarque chez cette femme discrète et joyeuse une détermination et une liberté d’expression créatrice illimitée. Au cœur des années 20, dès ses premiers essais, elle lance un style qui n’appartient qu’à elle. Paule Marrot nous ouvre les portes d’une île heureuse peuplée d’enfants, d’oiseaux en plein vol, d’animaux coquins et sympathiques qui semblent gambader à même les tissus, d’arbres et de fruits et surtout de fleurs, de semis de pensées, de bouquets de tulipes, de roses par brassées. « Je ne me souciais point de la mode, explique-t-elle. Je m’appliquais à dessiner tout simplement ce que je trouvais joli et harmonieux, tendre, aimable… » La mode, en effet, ce n’est pas son affaire. Elle suit son instinct, ses dessins admirablement composés aux traits dynamiques et faussement naïfs se déploient le long des métrages avec une légèreté pleine d’harmonie. Elle rencontrera dès 1932, au Salon des Arts Décoratifs un public lassé des tissus lourds des tonalités sourdes. Il va s’emballer pour ses couleurs vives et fraîches, ses herbes folles, ses bouquets. Elle s’inspire tout au long de sa carrière de sa vie de tous les jours, des choses qu’elle aime. La musique, la lecture, sa vie de famille, la nature sont des sources inépuisables pour plus d’un millier d’œuvre plus imaginatifs et poétiques les uns que les autres.
Auguste Renoir guida ses premiers pas dans l'art.
Médaille d'or textile à l'Exposition internationale des Arts décoratifs et industriels modernes à Paris en 1925, elle est chargée de cours aux Ateliers d'art sacré de Maurice Denis.

### Designer pour Renault
En 1953, Pierre Lefaucheux, alors PDG de Renault, intègre Paule Marrot au bureau d'études du groupe pour créer un groupe de travail dédié aux teintes de carrosseries et au design intérieur des véhicules. L'objectif était de créer de nouveaux coloris, plus légers et plus gais, en rupture avec les tendances très sobres de cette époque. Sa grande minutie l'a amenée à créer son propre système d'indexation chromatique, et à obtenir, en collaboration avec les chimistes, la même teinte sur carrosserie que sur les revêtements textiles et synthétiques intérieurs. Son travail a notamment porté sur le mythique modèle Dauphine.
Cette facette industrielle de son travail, moins connu que celui de décoratrice et d'artiste, est pourtant de plus en plus reconnu a posteriori : Le Musée des arts décoratifs et du design de Bordeaux lui a consacré une salle dans l'exposition « Oh couleurs ! Le design au prisme de la couleur » en 2017. La commissaire de l'exposition la décrit par ailleurs comme « la Charlotte Perriand de la Régie Renault ».

## Postérité
Les racheteurs de la marque ont entamé en 1999 un travail visant à faire revivre ses motifs les plus célèbres. Plusieurs produits ont été créés sous licence depuis 2009 : textiles, chaussures sneakers, sacs à mains, ou encore papier peints. En 2020, la maison lyonnaise Le Presse Papier crée une collection de papiers peints Paule Marrot après un travail minutieux de dessin des motifs, confiés à des designers spécialistes issus de la prestigieuse industrie textile lyonnaise.

## Récompenses et distinctions
- Grand prix à l'Exposition spécialisée de 1937 à Paris.
- Prix Blumenthal en 1928.
- Chevalier de la Légion d'honneur en 1951.